# Fatima Tabaamrant

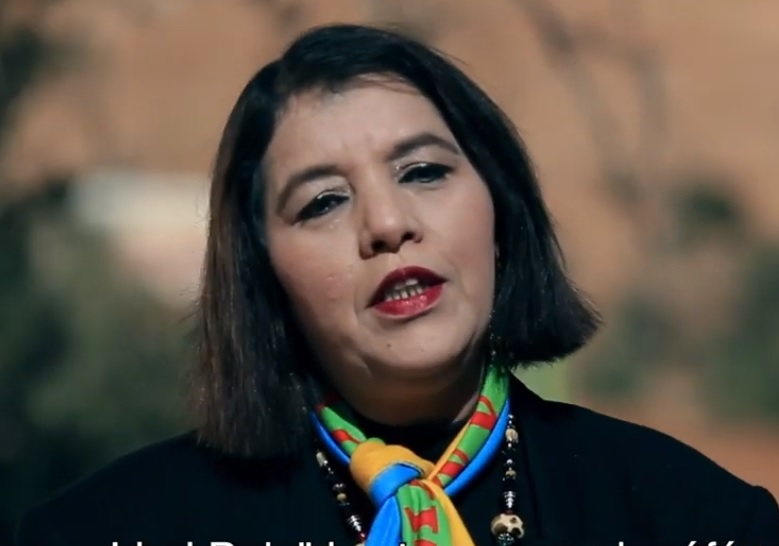
Fatima Tabaamrant, 2020

Fatima Tabaamrant (en árabe: فاطمة تبعمرانت, en bereber:ⴼⴰⵜⵉⵎⴰ ⵜⴰⴱⴰⵄⵎⵕⴰⵏⵜ, Ifrane, 1 de enero de 1962) es una cantante, bailarina, actriz y activista por la lengua bereber marroquí conocida como la Voz de Aït Baâmrane.

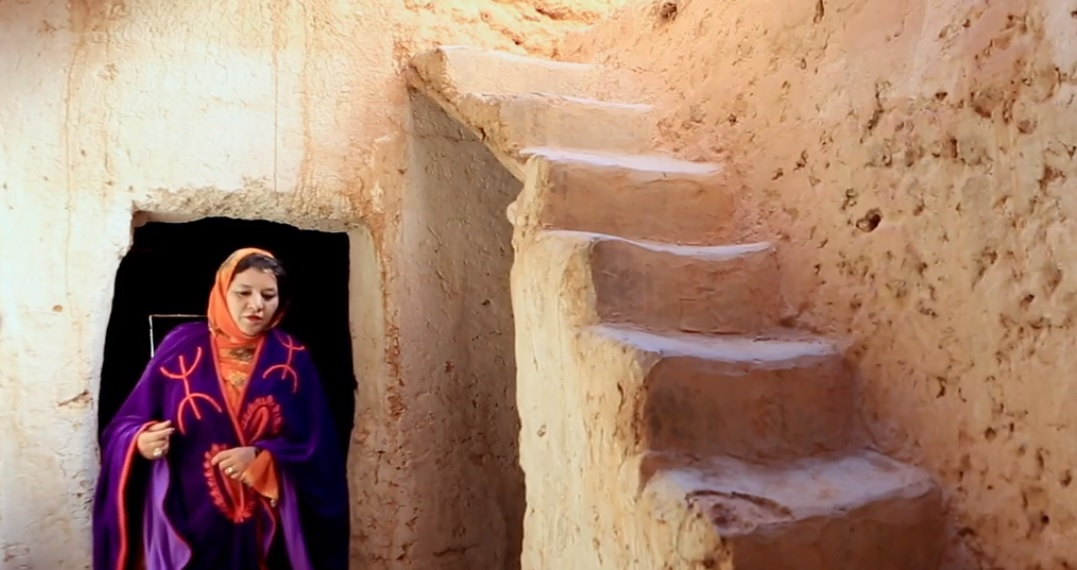
Fatima Tabaamrant, 2020